# Diplotaxis kuschei
Diplotaxis kuschei är en skalbaggsart som beskrevs av Patricia Vaurie 1960. Diplotaxis kuschei ingår i släktet Diplotaxis och familjen Melolonthidae. Inga underarter finns listade i Catalogue of Life.